# Pontobdella dispar
Pontobdella dispar is een ringworm uit de familie van de Piscicolidae. De wetenschappelijke naam van de soort is voor het eerst geldig gepubliceerd in 1938 door Cordero.